# گردشگری هولوکاست

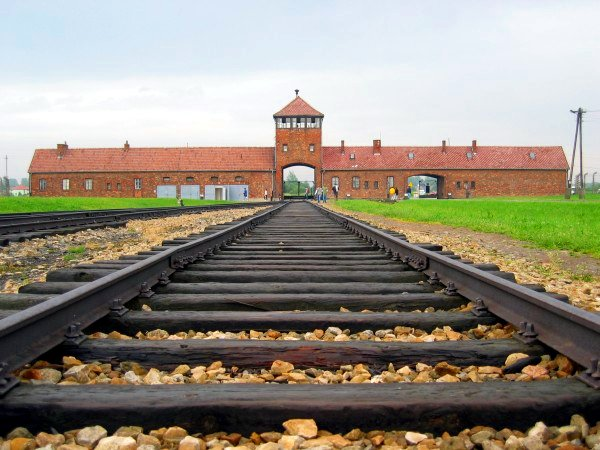
خط راه‌آهن اصلی آشویتس-برکناو. نمایشگاه دائمی در موزه ایالتی آشویتس-برکناو.

گردشگری هولوکاست (انگلیسی: Holocaust tourism) گردشگری به مقاصدی است که با کشتار یهودیان در جریان هولوکاست در جنگ جهانی دوم، همچون بازدید از مکان‌های تذکرهٔ قربانی شده‌های یهودیان مانند اردوگاه‌های مرگ نازی در سابق، و اردوگاه‌های کار اجباری که به موزه‌های دولتی تبدیل شده‌اند، مرتبط است. این گردشگری به طبقه ای از گردشگری، معروف به 'گردشگری ریشه ها' که به‌طور معمول در ردیف بخش‌هایی از اروپای مرکزی است، یا به‌طور کلی، گردشگری سیاه سبک غربی بازدید از مکان‌های مرگ و مصیبت، تعلق دارد.